# Jana Pleskalová
Jana Pleskalová (ur. 1 lutego 1949 w Brnie) – czeska językoznawczyni, kierowniczka Instytutu Języka Czeskiego Uniwersytetu Masaryka. Do jej zainteresowań naukowych należą: rozwój języka czeskiego, słowotwórstwo diachroniczne i synchroniczne, onomastyka i dialektologia.

## Życiorys
Całe jej życie i kariera związane są z Brnem, gdzie urodziła się 1 lutego 1949 jako Jana Kýrová. W 1967 r. podjęła studia w zakresie języka czeskiego i łaciny na Uniwersytecie Jana Ewangelisty Purkyniego (dzisiejszy Uniwersytet Masaryka). W 1972 r. otrzymała dyplom na podstawie pracy Pomístní jména na Ivančicku, poświęconej onomastyce. Rok później uzyskała na tej samej uczelni tytuł doktora filozofii (PhDr., tzw. „mały doktorat”) w dziedzinie języka czeskiego, na podstawie pracy Mikrotoponymie na Ivančicku (příspěvek ke studiu pomístních jmen na Moravě s bibliografií moravské mikrotoponomastiky v letech 1918–1970). W 1974 r. została zatrudniona w Instytucie Języka Czeskiego Akademii Nauk Republiki Czeskiej, gdzie pod kierunkiem Jana Balhara prowadziła badania dialektologiczne. Kontynuowała także działalność w dziedzinie onomastyki. W 1989 r. uzyskała stopień kandydata nauk na podstawie pracy Tvoření pomístních jmen na Moravě a ve Slezsku. Habilitowała się w 1996 r., w 2003 r. zaś została mianowana profesorem języka czeskiego.
Jest autorką bądź współautorką prawie dwustu publikacji, przede wszystkim z zakresu bohemistyki. Należy do rady redakcyjnej czasopisma „Acta onomastica”.

## Wybrana twórczość
Opracowano na podstawie źródła:
- Tvoření nejstarších českých osobních jmen (1998)
- Stará čeština pro nefilology (2003)
- Vývoj vlastních jmen osobních v českých zemích v letech 1000–2010 (2011)
- Nový encyklopedický slovník češtiny (2016, redaktorka, autorka haseł)